# Tânia Maria Moura
Tânia Maria Moura (1979) es una botánica, curadora y profesora brasileña.
En 2004, obtuvo una licenciatura en Historia natural, por la Universidad Estadual de Goiás y la maestría en Biología Vegetal, defendiendo la tesis: Estructura genética de la población en Lobeira (Solanum lycocarpum A.St.-Hil., Solanaceae) en ambientes naturales y antropogénicos en el estado de Goiás en 2007, por la Universidad de São Paulo; y, el doctorado por la UNICAMP, defendiendo la tesis: Filogenia de Mucuna Adans. (Leguminosae - Papilionoideae) y la taxonomía de las especies que se encuentran en América. en 2013. Es becaria fellow postdoctoral en el Real Jardín Botánico de Kew, Inglaterra, supervisada por el Dr. P. Gwilym Lewis.
Es investigadora de la Universidad Estatal de Campinas, UNICAMP, Brasil y del Instituto de Botánica de la Universidad Estatal Paulista.

## Algunas publicaciones
- MOURA, T.M. ; LEWIS, G. P. ; MANSANO, V. F. ; TOZZI, A. M. G. A. 2013. Three new species of Mucuna (Leguminosae: Papilionoideae: Phaseoleae) from South America. Kew Bull. 68: 143-150[5]
- ----------------, TOZZI, A. M. G. A. ; MANSANO, V. F. ; LEWIS, G. P. 2013. Lectotypification of neotropical species of Mucuna (Leguminosae: Papilionoideae: Phaseoleae). Taxon. 62: 391-393
- ----------------, ; MANSANO, V. F. ; Gereau, R. ; TOZZI, A. M. G. A. 2013. Mucuna jarocha (Leguminosae-Papilionoideae-Phaseoleae), a new species from Mexico. Phytotaxa 89: 43-46
- ----------------, ZAMORA, NELSON A. ; LEWIS, GWILYM P. ; MANSANO, VIDAL DE FREITAS ; TOZZI, ANA MARIA G. A. 2013. Mucuna globulifera (Leguminosae: Papilionoideae), a new species from Costa Rica, Panama and Colombia. Kew Bull. 68: 151-155
- ----------------, ------------------------------- ; TORKE, B. ; MANSANO, V. F. ; TOZZI, A. M. G. A. . 2012. A New Species of Mucuna (Leguminosae-Papilionoideae-Phaseoleae) from Costa Rica and Panama. Phytotaxa 60: 1-8
- ---------------- ; TORKE, B. ; MANSANO, V. F. ; TOZZI, A. M. G. A. 2012. A new combination for an endemic Hawaiian species of Mucuna (Leguminosae: Papilionoideae), with a key to the Hawaiian taxa of the genus. Kew Bull. 67: 837-841
- ---------------- ; MARTINS, K ; SUJII, P.S. ; SEBBENN, A. M. ; Sebbenn, A.M. ; CHAVES, L.J. 2012. Genetic structure in fragmented populations of Solanum lycocarpum A.St.-Hil. with distinct anthropogenic histories in a Cerrado region of Brazil. Genetics and Molecular Res. 11: 2674-2682

### Revisiones de ediciones
2013 - actual
- Periódico: Revista Brasileira de Biociências (Online)
- Periódico: Revista da Sociedade Brasileira de Arborização Urbana
- Periódico: Rodriguésia (Online)
- Periódico: Genetica (Dordrecht)
- 2011 - actual, Periódico: Phytotaxa

## Membresías
- de la Sociedad Botánica del Brasil[6]
- de la International Association for Plant Taxonomy (IAPT)[2]